# Realidade
Realidade (do latim realitas isto é, "coisa") significa, em seu sentido mais livre, tudo o que existe, seja ou não perceptível, acessível ou entendido pela filosofia, ciência ou qualquer outro sistema de análise.
O real é comumente entendido como aquilo que existe fora da mente particular, mas também pode incluir, em certo sentido, a realidade interna que existe dentro da mente também. A ilusão, a imaginação, embora não esteja expressa na realidade tangível extra-mentis, existe ontologicamente, onticamente* (relativa ao ente — vide Heidegger in "Ser e tempo")*, ou seja: intra-mentis. E é portanto real, embora possa ser ou não ilusória. A ilusão quando existente, é real e verdadeira em si mesma. Ela não nega sua natureza. Ela diz sim a si mesma. A realidade interna ao ser, seu mundo das ideias, embora na qualidade de ens fictionis intra mentis (ipsis literis, in "Proslogion" de Anselmo de Aosta — argumento ontológico), ou seja, enquanto ente fictício, imaginário, idealizado no sentido de tornar-se ideia, e ser ideia, pode — ou não — ser existente e real também no mundo externo. O que não nega a realidade da sua existência enquanto ente imaginário, idealizado.
Quanto ao externo — o fato de poder ser percebido só pela mente — torna-se sinônimo de interpretação da realidade, de uma aproximação com a verdade. A relação íntima entre realidade e verdade, o modo em como a mente interpreta a realidade, é uma polêmica antiga. O problema, na cultura ocidental, surge com as teorias de Platão e Aristóteles sobre a natureza do real (o idealismo e o realismo). No cerne do problema está presente a questão da imagem (a representação sensível do objeto) e a da ideia (o sentido do objeto, a sua interpretação mental ).
Em senso comum, realidade significa o ajuste que fazemos entre a imagem e a ideia da coisa, entre verdade e verossimilhança. O problema da realidade é matéria presente em todas as ciências e, com particular importância, nas ciências que têm como objeto de estudo o próprio homem: a antropologia cultural e todas as que nela estão implicadas: a filosofia, a psicologia, a semiologia e muitas outras, além das técnicas e das artes visuais.
Na interpretação ou representação do real, (verdade subjetiva ou crença), a  realidade está sujeita ao campo das escolhas, isto é, determinamos parte do que consideramos ser um fato, ato ou uma possibilidade, algo adquirido a partir dos sentidos e do conhecimento adquirido. Dessa forma, a construção das coisas e as nossas relações dependem de um intrincado contexto, que ao longo da existência cria a lente entre a aprendizagem e o desejo: o que vamos aceitar como real?
Portanto a realidade é construída pelo sujeito cognoscente; ela não é dada pronta para ser descoberta.
A verdade (subjetiva) pode, às vezes, estar próxima da realidade, mas depende das situações, contextos, das premissas de pensamento, tendo de criar dúvidas reflexivas. Às  vezes, aquilo o que observamos está preso a escolhas que são mais um conjunto de normas do que evidências.

## Conceitos relacionados

### Realidade dos fenômenos
Em um nível muito mais amplo e subjetivo, experiências privadas, a curiosidade, a investigação e a seletividade envolvidas na interpretação pessoal da realidade externalizada pelos eventos pode ser vista por um e apenas um indivíduo e, portanto, é chamada de fenomenológica. Enquanto essa forma de realidade pode ser comum aos outros, ele pode às vezes ser tão único para alguém que nunca será experimentado por mais ninguém. Muitas das experiências consideradas espirituais ocorrem neste nível da realidade.
A fenomenologia é um método filosófico desenvolvido nos primeiros anos do século XX por Edmund Husserl e um grupo de seus seguidores nas universidades de Göttingen e Munique, na Alemanha. Posteriormente, os temas fenomenológicos foram retomados por filósofos na França, nos Estados Unidos e em outros lugares, muitas vezes em contextos muito diferentes do trabalho de Husserl.
A palavra fenomenologia vem do grego phainomenon, que significa "o que aparece", e lógos, que significa "estudo". Na concepção de Husserl, a fenomenologia essencialmente se preocupa com as estruturas da consciência e os fenômenos que aparecem em atos da consciência, objetos de reflexão sistemática e análise. Tal reflexão passou a ocorrer a partir de um ponto de vista em "primeira pessoa" altamente modificado, estudando os fenômenos não como eles aparecem para a "minha" consciência, mas a qualquer consciência. Husserl acreditava que a fenomenologia poderia, assim, proporcionar uma base firme para o conhecimento de todos os seres humanos, incluindo o conhecimento científico, e poderia estabelecer a filosofia como uma "ciência rigorosa".
A concepção de Husserl sobre a fenomenologia tem sido criticada e desenvolvida não apenas por ele próprio, mas também por seu aluno e assistente Martin Heidegger, por existencialistas, como Maurice Merleau-Ponty, Jean-Paul Sartre, e por outros filósofos, como Paul Ricoeur, Emmanuel Levinas, e Dietrich von Hildebrand.

### Verdade vs. Fato
O termo "verdade" não tem uma definição única sobre a qual a maioria dos filósofos profissionais e estudiosos concordem, e várias teorias sobre a verdade continuam a ser debatidas. O objetivismo metafísico sustenta que as verdades são independentes de nossas crenças, exceto as proposições que são realmente sobre nossas crenças ou sensações, o que é verdadeiro ou falso é independente do que pensamos que seja verdadeiro ou falso. De acordo com algumas tendências na filosofia, como o pós-modernismo/pós-estruturalismo, a verdade é subjetiva. Quando dois ou mais indivíduos concordam sobre a interpretação e a experiência de um evento específico, um consenso sobre um evento e sua experiência começa a ser formado. Se isto for comum a alguns indivíduos ou a um grupo maior, se tornará, então, a "verdade" segundo um determinado conjunto de pessoas — a realidade de consenso. Assim, um grupo específico pode ter um certo conjunto de verdades, enquanto outro grupo pode ter um conjunto diferente. Isso permite que diferentes comunidades e sociedades tenham diferentes noções da realidade e da verdade sobre o mundo externo. A religião e as crenças das pessoas ou comunidades são um exemplo deste nível de realidade socialmente construída.
A verdade não pode simplesmente ser considerada verdade se um fala e o outro ouve, porque o viés do indivíduo e a falibilidade desafiam a ideia de que a certeza ou a objetividade são facilmente compreendidas. Para os antirrealistas, a inacessibilidade de qualquer verdade final ou objetiva significa que não há nenhuma verdade além do consenso socialmente aceito (Embora isto signifique que há muitas verdades, e não uma verdade única).
Para os realistas, o mundo é um conjunto de fatos definidos, que existem independentemente da percepção humana ("O mundo é tudo o que é o caso" — Tractatus Logico-Philosophicus), e esses fatos são o árbitro final da verdade. Michael Dummett expressa isso em termos do princípio da bivalência: Lady Macbeth teve três filhos ou ela não teve, uma árvore cai ou não cai. Uma afirmação será verdadeira se corresponde a esses fatos — mesmo se a correspondência não puder ser estabelecida. Assim, a disputa entre as concepções da verdade dos realistas e anti-realistas depende das reações à acessibilidade epistêmica (compreensão, cognoscibilidade) dos fatos.

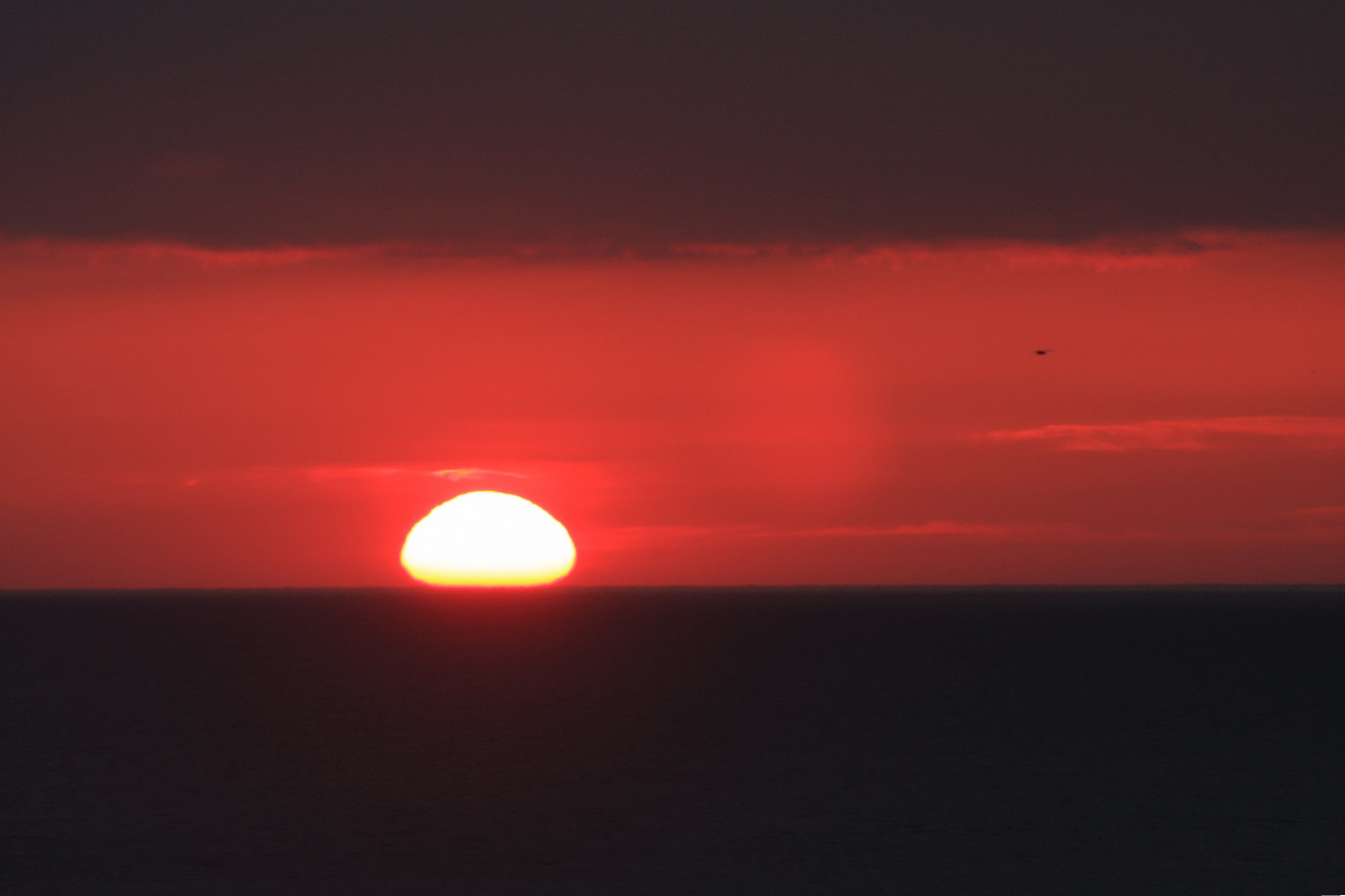
Sol nascente refratado em Virginia Beach

Um "fato" ou uma "entidade factual", por outro lado, é um fenômeno que é percebida como um princípio elementar. Raramente estes conceitos estão sujeitos à interpretação pessoal. Em vez disso, frequentemente, é mais um fenômeno observado do mundo natural. A proposição "vista da maioria dos lugares na Terra, o Sol nasce no leste" é um fato. É um fato para as pessoas pertencentes a qualquer grupo ou nacionalidade, independentemente de qual língua que falam ou de que parte do hemisfério eles vêm. A proposta de apoio de Galileu à teoria de Copérnico, de que o Sol é o centro do sistema solar, é uma teoria que afirma um fato do mundo natural. No entanto, durante sua vida Galileu foi ridicularizado por essa proposição factual, porque muito poucas pessoas tinham um consenso sobre o assunto, a fim de aceitá-la como uma verdade, e em uma época em que o modelo geocêntrico era aceito por todos. Poucas proposições são factuais em conteúdo, no mundo, em comparação com as muitas verdades compartilhadas por várias comunidades, que também são em menor quantidade que as visões do mundo de inúmeros indivíduos. Grande parte da exploração científica, experiência científica, interpretação e análise é feita a este nível.
Esta visão da realidade é expressa na afirmação de Philip K. Dick de que "A realidade é aquela que, quando você parar de acreditar nela, não vai embora."

### Axioma
Axiomas são realidades autoevidentes, cuja existência é aceita como dada e a partir da qual mais concepções são geradas.
Os fatos de um mundo natural seriam verdadeiros apenas em uma construção sistêmica desse mundo. Portanto, em um sistema diferente, os fatos de um outro mundo podem não se manter válidos. O fato de que "o Sol nasce no leste" pode não ser válido em um sistema solar diferente onde o planeta pode ser inclinado em um ângulo diferente, ou girar na direção oposta, de modo que a estrela possa subir no horizonte do planeta a partir do oeste, em vez do leste. Daí os fatos de uma entidade sistêmica poderem não ser universais fora dos reinos desse sistema. No entanto, concepções excepcionalmente raras podem ser universais no ethos. Por exemplo, a ideia teórica dos grupos matemáticos, de que a união de um conjunto de uma entidade com um outro conjunto de quatro entidades (que exclui a entidade do primeiro grupo) criaria um conjunto que contém cinco entidades,
A = {a}; B = {b, c, d, e}; A U B = {a, b, c, d, e}
seria válida em qualquer processo sistêmico ou em qualquer universo. Na verdade, é uma concepção mais rigorosa e abrangente do que um fato. Pode-se argumentar que as declarações deste tipo são verdades triviais, uma vez que as definições dos conceitos de "grupo", "entidade", "união", "um", "quatro" e "cinco" são todos definidos um em relação  ao outro, e que esses conceitos não têm nenhuma realidade inerente fora dessa estrutura de autorreferência.
Formulações matemáticas e proposições da lógica matemática são baseadas em axiomas, e, portanto, esses campos são muitas vezes referidos como disciplinas puras. A validade da proposição teórica dos grupos seria verdadeira em qualquer processo sistêmico ou universo. Sua validade é evidente na existência ontológica e trabalha no nível axiomático da realidade.
A maioria dos conflitos culturais no mundo ocorre quando certos indivíduos ou grupos tentam impor sua realidade fenomenológica ou verdades sobre outras pessoas ou comunidades.

## Realidade na metafísica oriental
O conceito de Realidade na metafísica oriental é a da realidade única, subjacente a toda forma de vida. Para obter a percepção da verdadeira realidade, o discípulo deve aprender técnicas de concentração e meditação, que proporcionam um estado de percepção elevado. Esse conceito pode ser melhor compreendido conhecendo a obra de Paramahansa Yogananda, autor do clássico Autobiografia de um Iogue, e também de uma vasta coleção de livros. Uma de suas principais obras metafísicas, onde ele traça paralelos entre a realidade ilusória e a Realidade única é o livro Bhagavad Gita: God talks to Arjuna, editado pela Self-Realization Fellowship organização fundada por Yogananda em 1920, Los Angeles, EUA.
Segundo algumas vertentes do Hinduísmo, existem diversas realidades (percepção e concepção individual sobre o mundo) e uma única Verdade. Vamos tomar por exemplo uma simples: uma criança derruba algumas migalhas de pão no chão enquanto come. A percepção deste fato para ela pode significar uma repreensão dos pais, pois ela ainda não entende a existência de micróbios que possam estar no chão e contaminar o alimento. Esta realidade do mundo dos micróbios para os adultos, é apenas inteligível, não é uma realidade tátil. Para a empregada doméstica, pode significar mais trabalho a fazer. Para uma formiga, pode significar "comida à vista". São realidades completamente diferentes, que fazem parte de uma Realidade maior (ou Verdade) mais complexa, que engloba todas as realidades menores.
Outro conceito importante é Maya, ilusão. Ao encarnar no mundo material, o ser Humano "esquece" de suas existências passadas, e de sua essência espiritual, sendo envolvido pelo véu de Maya. Vivendo no mundo material, envolve-se com os prazeres, dores e desejos e cria uma realidade ilusória, diferente da Verdade maior.